# 基諾樂隊
基諾樂隊是2004年成立於中國湖北省武漢市的一個男子搖滾樂隊，最初名爲「靜態滑行」樂隊，2009年後不見組合活動。

## 成員
樂隊的三個成員皆來自湖北武漢。主唱謝欣，吉他手胡坤，貝斯手張裔。

## 發展史
2002年，謝欣和胡坤表兄弟二人和幾個好友組建了一個非職業的樂隊。2004年底，胡坤和興趣相投的大學同學張裔等一起組建了基諾樂隊的前身「靜態滑行」樂隊，並開始參加武漢一些搖滾演出。2006年，樂隊的作品開始通過網絡傳播，並於當年簽約了先生小姐唱片公司。2007年，由原達達樂隊的前吉他手吳濤擔任製作人，樂隊在北京錄製了首張專輯《再見！維多利亞》，並於2008年推出。 ，

## 音樂專輯
- 2008年《Goodbye Victoria》